# 蒂姆塔蓋內
蒂姆塔蓋內（Timtaghène）是馬里的城鎮，位於該國東北部，由基達爾區的泰薩利省負責管轄，面積30,000平方公里，海拔高度468米，2009年人口2,470，人口密度每平方公里0.08人。